# 福建高等法院金門分院
福建高等法院金門分院，是中華民國的二級法院之一，屬於普通法院，原為福建高等法院廈門分院。行政組織上因中華民國現無福建高等法院本院之設置，因此直屬司法院，並受該院之監督；而審判事務上則係以最高法院為上級審法院。
本院位於中華民國行政區劃中的福建省金門縣，通常又被簡稱為金門高分院。

## 沿革
- 民國11年（1922年）11月，設立福建高等審判廳第一分廳， 進駐思明縣思明南路思明縣政府側大樓辦公。
- 民國16年（1927年），更名福建控訴法院廈門分庭。
- 民國17年（1928年），更名福建高等法院第一分院。
- 民國21年（1932年），院址因火被毀，於是租用民房暫行辦公。
- 民國24年（1935年），裁思明縣，而設廈門市。
- 民國25年（1936年），進駐思明南路60號前思明縣政府紫陽樓（今思明南路453號）辦公。
- 民國27年（1938年）5月，廈門淪陷前夕，撤駐龍巖辦公。
- 民國34年（1945年）7月，原廈門院址被盟軍炸毀。8月15日，中國抗日戰爭勝利。10月遷回廈門，18日進駐民國路（今新華路40號）臺灣公會暫行辦公。
- 民國35年（1946年）4月，設立龍巖分庭。
- 民國37年（1948年）2月，依司法行政部令，更名福建高等法院廈門分院。
- 民國38年（1949年）9月1日，政府棄守龍巖；10月17日，棄守廈門，各機關未能撤出。
- 民國40年（1951年）11月6日，復置於臺北暫行辦公，辦理金門縣之司法業務。除重大案件隨時前往外，每年2次前往金門開庭，而連江縣則視案件多寡為機動性前往開庭。
- 民國79年（1990年）7月1日，奉行政院核定，更名福建高等法院金門分院。
- 民國81年（1992年）11月7日，金馬地區終止戰地政務。
- 民國82年（1993年）2月15日，進駐金門縣金城鎮民權路178號辦公。

## 轄区
- 民國15年（1926年）以前，管轄思明、龍溪、晉江地方審判廳及鼓浪嶼會審公堂，轄區包括思明、龍溪、晉江、金門、東山、南安、安溪、惠安、同安、漳浦、南靖、長泰、平和、詔安、海澄、雲霄、永春、德化、大田、龍巖、漳平、寧洋22縣。
- 民國17年（1928年），管轄思明、龍溪、晉江地方法院及福鼓浪嶼會審公堂，轄區包括惠安、晉江、南安、永春、同安、安溪、金門、思明、龍溪、海澄、漳浦、東山、詔安、雲霄、平和、永定、上杭、龍巖、南靖、武平、長汀、連城、寧洋、漳平、華安、長泰26縣。
- 民國24年（1935年），因新設高三分院、高四分院及高五分院，所屬有所變更，管轄廈門地方法院（前思明地院），轄區包括廈門市、鼓浪嶼會審公堂及金門、同安、東山、漳浦、雲霄、海澄、詔安7縣。
- 民國27年（1938年）1月，因受抗日戰爭影響，高三分院、高四分院、高五分院被裁，轄區如舊。同年5月，福建高等法院撤駐永安後，長汀、連城、寧洋3縣劃歸其管轄。
- 民國29年（1940年）9月，重置高三分院，轄區有所縮減，包括廈門市及同安、金門、龍溪、海澄、漳浦、東山、詔安、雲霄、平和、永定、上杭、龍巖、南靖、武平、漳平、華安、長泰17縣。
- 民國34年（1945年）10月6日，復管廈門地方法院。
- 民國35年（1946年），分院轄區包括廈門市及金門、同安、東山、漳浦、雲霄、海澄、詔安、龍溪、南靖、平和、長泰、華安12縣；龍巖分庭轄區包括龍巖、漳平、永定、上杭、武平5縣。
- 民國36年（1947年）11月，增管龍巖地方法院。
- 民國37年（1948年）1月，增管上杭地方法院。
- 民國38年（1949年）冬，設立東山地方法院。至12月止，原廈門高分院所屬轄區範圍，只剩東山地方法院及金門縣。
- 民國40年（1951年），分院重置後，轄區只包括金門縣。
- 民國45年（1956年），增管金門地方法院。
- 民國47年（1958年），轄區包括金門、連江2縣。
- 民國92年（2003年），重置連江地方法院。至止，金門高分院管轄金門、連江地方法院，轄區包括金門、連江，面積約180平方公里，人口約15.3萬人（2020年9月）。

## 辦理業務
1. 不服地方法院第一審判決之民、刑事訴訟上訴案件。
2. 不服地方法院第一審裁定之抗告案件。
3. 內亂、外患及妨害國交之第一審案件（以本院為第一審）。
4. 其他法律規定之訴訟案件。

## 特色
- 本院是中華民國管轄面積最小、人口最少的二級普通法院。
- 因無「福建高等法院（本院）」之設，故本院係直接受司法院之行政監督。
- 本院現與福建金門地方法院、福建高等檢察署金門檢察分署及福建金門地方檢察署合署辦公。

## 組織架構
- 院長

### 審判部門
- 民事庭
- 刑事庭

### 行政部門
- 書記處(書記官長)
  - 民事紀錄科
  - 法官助理室
  - 刑事紀錄科
  - 文書科
  - 總務科
  - 研究考核科

### 各委員會
- 法官自律委員會
- 法官會議

## 歷任院長

### 分廳監督推事
| 任別 | 姓名   | 籍貫     | 任職時間 | 備注 |
| 院長 | 院長   | 院長     | 院長     | 院長 |
| ---- | ------ | -------- | -------- | ---- |
|      | 戴成祥 |          | 未詳     |      |
|      | 劉采亮 | 浙江定海 | 未詳     |      |
|      | 熊夢飛 | 安徽績溪 | 未詳     |      |
|      | 翁捷三 |          | 未詳     |      |
|      | 俞乃恒 | 浙江諸暨 | 未詳     |      |

### 分院院長
| 任別     | 姓名     | 籍貫     | 任職時間                     | 備註 |
| 分院院長 | 分院院長 | 分院院長 | 分院院長                     | 分院院長 |
| -------- | -------- | -------- | ---------------------------- | --- |
|          | 林葆忻   | 福建閩侯 | 1928年                       | |
|          | 高震勳   | 福建閩侯 | 未詳                         | |
|          | 楊廷樞   | 福建晉江 | 未詳                         | |
|          | 王廷一   | 浙江永嘉 | 1933年5月－1934年11月        | |
|          | 許家栻   | 安徽歙縣 | 1934年11月－1936年2月        | |
|          | 李襄宇   | 湖北蘄春 | 1936年2月－1949年10月        | 1949年8月兼任高本院院長 |
|          | 林秉仁   | 福建福州 | 1951年11月－約1957年間       | 復置後首任 |
|          | 楊鳴鐸   | 福建古田 | 約1965年間－1971年           | |
|          | 楊建華   | 江蘇淮安 | 1972年－1973年               | |
|          | 王 治    |          | 1975年                       | |
|          | 賴硃隆   | 臺灣屏東 | 1990年11月－1991年10月       | |
|          | 王興仁   |          | 1992年11月－1995年7月        | |
|          | 謝志嘉   | 湖南湘鄉 | 1995年8月－1997年9月         | |
|          | 沈銀和   | 臺灣雲林 | 1997年9月－2001年4月         | |
|          | 郭君勳   | 臺南市   | 2001年4月－2004年3月         | |
|          | 劉令祺   |          | 2004年3月－2005年            | |
| 代理     | 李春昌   |          | 2005年                       | 以高分院法官兼庭長代理 |
| 代理     | 紀文勝   |          | 2005年                       | 以高分院法官兼庭長代理 |
|          | 蔡清遊   | 臺灣嘉義 | 2005年12月－2007年9月        | |
| 代理     | 林勤純   | 臺北市   | 2007年10月－2008年7月        | 以高分院法官兼庭長代理 |
| 代理     | 沈宜生   |          | 2008年7月－2010年9月         | 以高分院法官兼庭長代理 |
|          | 吳昭瑩   |          | 2010年9月－2016年9月         | |
| 代理     | 陳春長   |          | 2016年9月－2017年7月14日     | 以高分院法官兼庭長代理司法官訓練所司法官班第29期結業 歷任福建高等法院金門分院法官 台灣高等法院台南分院法官 台灣台中地方法院庭長 台灣台中地方法院法官 福建金門地方法院檢察署檢察官、軍法官 |
|          | 吳三龍   |          | 2017年7月14日至2018年8月27日 | 民國67年司法官特考及格 司法官訓練所司法官班第20期結業 調派臺灣高等法院花蓮分院院長 |
|          | 洪曉能   |          | 2018年8月27日至2020年8月25日 | 民國68年司法官特考及格 司法官訓練所司法官班第24期結業 歷任宜蘭、金門、新北地方法院法官 臺北地方法院庭長 臺灣高等法院法官 司法院刑事廳辦事法官 最高法院辦事法官 連江、澎湖、花蓮地方法院院長 臺灣高等法院臺中分院法官、庭長 調派臺灣高等法院花蓮分院院長                                                   |
|          | 陳真真   |          | 2020年8月26日至2022年8月11日 | 民國71年司法官特考及格 司法官訓練所司法官班第24期結業 屏東、高雄地方法院法官 81年司法院選送德國專題研究 高雄地方法院庭長 臺灣高等法院高雄分院法官及庭長 司法院民事廳副廳長 司法人員研習所秘書 最高法院辦事法官                                                                                            |
|          | 李文賢   |          | 2022年8月12日至2025年4月10日 | 76年特種考試司法人員考試乙等考試推事檢察官及格 司法官訓練所司法官班第26期結業 臺灣臺南地方法院法官 臺灣臺南地方法院法官兼庭長 臺灣高等法院臺南分院法官 臺灣高等法院臺南分院法官兼庭長 最高法院法官 |
|          | 邱志平   |          | 2025年4月10日至今            | 74年特種考試乙等司法人員考試推事檢察官及格 法務部司法官訓練所（現司法官學院）司法官班第25期結業 臺灣臺南、新竹、基隆地方法院法官、庭長 臺灣高等法院法官、臺灣高等法院花蓮分院法官、庭長 福建連江、臺灣南投、苗栗、彰化、臺中地方法院院長 司法院人事處處長 國家文官學院講座 現任國立臺北大學法律系兼任講師 |

### 引用
1. ↑  組織架構 （页面存档备份，存于）.福建高等法院金門分院
2. ↑  歷任首長 （页面存档备份，存于）.福建高等法院金門分院